# Мало Трново (Албанија)
Мало Трново (алб. Tërnovë e Vogël) је насељено место у општини Булћиза у округу Дибер, Албанија. Према попису из 1989. године био је 231 становник.
Према бугарском географу и историчару, Василу Канчову, у Трнову је 1900. године живело 540 Словена муслимана. Српски етнограф Миленко Филиповић, 1940 године наводи да Трнов (Дреново) словенско муслиманско село, чији сви становници већ знају албански језик.